# Mackenzie (ancienne circonscription fédérale)
Pour les articles homonymes, voir Mackenzie.
Mackenzie fut une circonscription électorale fédérale d'abord des Territoires du Nord-Ouest et ensuite de la Saskatchewan, représentée de 1904 à 1997.
La circonscription de Mackenzie a été créée 1903. Elle devint une circonscription de la Saskatchewan en 1905 lorsque cette dernière adhéra à la Confédération canadienne. Abolie en 1996, elle fut redistribuée parmi Blackstrap, Churchill River, Prince Albert, Qu'Appelle, Regina—Lumsden—Lake Centre, Saskatoon—Humboldt et Yorkton—Melville.

## Députés
1. 1904-1917 — Edward Cash, PLC
2. 1917-1921 — John Flaws Reid, Unioniste
3. 1921-1933 — Milton Campbell, PPC
4. 1933-1940 — John Angus MacMillan, PLC
5. 1945-1949 — Alexander Nicholson, CCF
6. 1949-1953 — Gladstone Ferrie, PLC
7. 1953-1958 — Alexander Nicholson, CCF (2)
8. 1958-1984 — Stanley Korchinski, PC
9. 1984-1988 — Jack Scowen, PC
10. 1988-1997 — Vic Althouse, NPD

- CCF = Co-Operative Commonwealth Federation
- NPD = Nouveau Parti démocratique
- PC = Parti progressiste-conservateur
- PLC = Parti libéral du Canada
- PPC = Parti progressiste du Canada